# ديميتار كوفاتشيفسكي
ديميتار كوفاتشيفسكي (ولد في 1974) هو اقتصادي،رجل أعمال وسياسي من مقدونيا الشمالية وهو رئيس حزب الاتحاد الديمقراطي المشترك منذ أواخر 2021 ومن المقرر أن يخلف زوران زائيف كرئيس للوزراء في مطلع 2022.